# آنتونلا اینترلنگی
آنتونلا اینترلنگی (ایتالیایی: Antonella Interlenghi؛ زادهٔ ۶ اوت ۱۹۶۰) بازیگر اهل ایتالیا است.
از فیلم‌ها یا برنامه‌های تلویزیونی که وی در آن نقش داشته‌است، می‌توان به مادر، تعطیلات در آمریکا و قفسی برای دیوانگان ۳: عروسی اشاره کرد.